# Johannes Gandil
Johannes Gandil (Ringe, 21 mai 1873 – Ordrup, 7 mars 1956) était un athlète et un footballeur amateur danois.

## Biographie
Il participe aux Jeux olympiques de 1900, dans l'épreuve d'athlétisme (100 mètres), en étant éliminé dès les séries. Il est champion du Danemark sur le 100 mètres en 1902.
Dans la discipline du football, il est international danois une seule fois. Il remporte la médaille d'argent lors des Jeux olympiques de 1908 organisés à Londres. Lors du tournoi olympique, il dispute un match contre l'équipe de France. Le match est remporté sur le score de 17-1 par les joueurs danois.